# Hình ghép 5 góc
Trong hình học, hình ghép năm góc hay hình ghép ngũ giác là sự sắp xếp các hình ngũ giác khít nhau trên một mặt phẳng.
Việc sắp xếp các hình ngũ giác đều trên mặt phẳng Euclid là không thể thực hiện do các góc trong của một ngũ giác đều là 108°, không là ước số của 360°.

## Monohedral convex pentagonal tilings
Có 15 kiểu ngũ giác lồi có thể được xếp trên một mặt phẳng. Kiểu gần đây nhất được phát hiện năm 2015. Bagina (2011) cho thấy rằng chỉ có 8 kiểu cạnh đối cạnh, theo kết quả nghiên cứu độc lập của Sugimoto (2012).
Nhiều trong số các kiểu xếp (monohedral) này có góc không ràng buộc. Các kiểu không ràng buộc này bao gồm các biến thể của các góc trong và chiều dài cạnh. Các cạnh có thể giới hạn chiều dàu tương ứng với góc từ 0 hoặc 180°. Loại 1, 2, 4, 5, 6, 7, 8, 9, và 13 cho phép parametric possibilities with nonconvex prototiles.
Số lượng góc tự do là:
| Loại | 1 | 2 | 3 | 4 | 5 | 6 | 7 | 8 | 9 | 10 | 11 | 12 | 13 | 14 | 15 |
| ---- | - | - | - | - | - | - | - | - | - | -- | -- | -- | -- | -- | -- |
| Độ   | 5 | 4 | 1 | 2 | 2 | 1 | 1 | 1 | 1 | 1  | 1  | 1  | 1  | 0  | 0  |